# Carcharhinus perezii
Espèce
Synonymes
Carcharhinus perezi
Répartition géographique
Statut de conservation UICN

 NT  : Quasi menacé
Le Carcharhinus perezi ou requin de récif est un requin de l'Atlantique ouest, de 33 degrés nord à 35 degrés sud ; de la surface à 60 m de fond. Il peut atteindre 3 m.

## Photographie

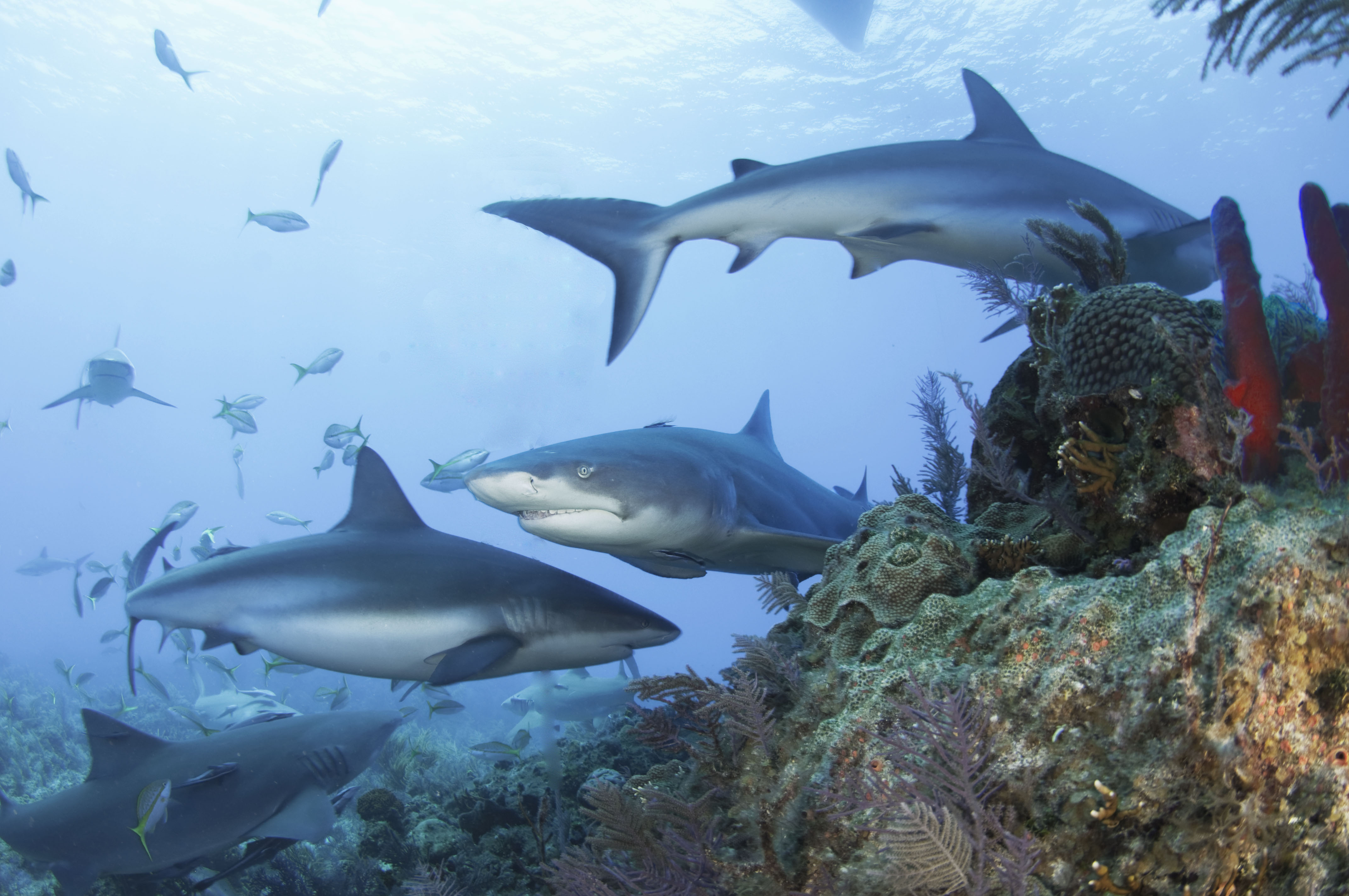
Requins de recif aux Bahamas